# Piotr Janíkov
Piotr Ivánovich Janíkov (en ruso: Пётр Иванович Ханыков; 1743-1813) fue un almirante de la Armada Imperial de Rusia.

## Biografía
Nacido 14 de diciembrejul./ 25 de diciembre de 1743greg. ingresó en el Cuerpo de cadetes navales y en 1760 fue ascendido a guardiamarina. El 6 de mayo de 1762, a midman. Durante este período realizó viajes por el Mar Báltico y participó en la expedición a Kolberg.
Luego fue enviado a Inglaterra para estudiar prácticas marítimas y hasta 1765 sirvió como voluntario en los barcos de la Marina Real británica. Visitó América del Norte y España a bordo de buques militares ingleses.
Tras regresar a Rusia el 29 de abril de 1766, fue ascendido al grado de teniente.
En 1770 participó en la guerra ruso-otomana, en concreto en la en Morea, en la batalla de Česhme y en el bloqueo de los Dardanelos por parte de D. N. Siniavin.
En 1772 participó en el desembarco del contraalmirante Samuel Greig cerca de la fortaleza de Česhme.
El 26 de abril de 1776 fue ascendido al rango de capitán-teniente, y el 7 de enero de 1778, al rango de capitán de segundo rango y fue asignado al mando del buque Tverdy de Clase Aziya de 66 cañones en la Flota del Báltico. En 1779 comandó la fragata Natalia de 32 cañones.
El 1 de enero de 1781 fue ascendido al grado de capitán de 1er rango .
Desde 1781 fue miembro de la logia masónica «Neptuno a la Esperanza» (en ruso: Нептуна к надежде) en Kronstadt, dirigida por Alekséi Grigórievich Spiridov y Samuel Karlovich Greig.
De 1783 a 1785 fue comandante de la Flotilla del Caspio.
Entre 1786 y 1788 estuvo al mando del navío de línea Sarátov de 100 cañones de la Clase Rostislav.
El 22 de septiembre de 1787 fue ascendido al grado de capitán con el grado de general de división.
El 14 de abril de 1789 fue ascendido al grado de contraalmirante.
En 1790 participó en la batalla de Reval, por la que recibió la Orden de San Vladimiro de segundo grado; y en la batalla de Víborg, por la que recibió la Orden de San Jorge de tercera clase y una espada dorada con la inscripción «Por la valentía».
El 2 de septiembre de 1793 fue ascendido al grado de vicealmirante, y el 5 de diciembre del mismo año fue nombrado comandante en jefe de la flota de galeras y del puerto.
Entre 1795 y 1796 comandó un escuadrón (12 navíos de línea y 8 fragatas), que participó junto con la flota británica en el bloqueo de la costa de la República Bátava, en el contexto de la invasión anglo-rusa de los Países Bajos durante la Segunda Coalición.
El 9 de mayo de 1799 fue ascendido a almirante. En 1801 fue nombrado comandante en jefe del puerto de Kronstadt. También fue director en jefe de la Escuela de Navegación del Báltico .
En 1808 comandó un escuadrón contra la escuadra anglo-sueca durante la guerra finlandesa. Por sus acciones durante este período, fue declarado culpable de supervisión imprudente, debilidad en el mando y lentitud, ya que no impidió la conexión de barcos ingleses con la flota sueca y se retiró del golfo de Finlandia, «sin motivos», al puerto del Báltico, perdiendo en el camino el navío de línea Vsévolod; degradado a marino raso por un mes. La sentencia no fue confirmada por Alejandro I, quien ordenó que el proceso contra Janíkov fuera relegado al olvido «en relación con sus servicios anteriores».
Fue despedido en 1809 por incumplimiento de las más altas órdenes.
Murió 10 de diciembrejul./ 22 de diciembre de 1813greg.. Fue enterrado en el Cementerio de San Lázaro de San Petersburgo (sección VIII de la necrópolis del siglo XVIII, parte del recinto del Monasterio de Alejandro Nevski).